# Mixtape (minialbum Stray Kids)
Mixtape – przeddebiutowy minialbum południowokoreańskiej grupy Stray Kids, wydany 8 stycznia 2018 roku przez JYP Entertainment i dystrybuowany przez Genie Music. Składa się z siedmiu piosenek.

## Lista utworów
| CD | CD                                                                                     | CD                                                             | CD                                                                            | CD                                                                       | CD      |
| Nr | Tytuł utworu                                                                           | Tekst                                                          | Kompozycja                                                                    | Aranżacja                                                                | Długość |
| -- | -------------------------------------------------------------------------------------- | -------------------------------------------------------------- | ----------------------------------------------------------------------------- | ------------------------------------------------------------------------ | ------- |
| 1. | „Hellevator”                                                                           | Armadillo, Bang Chan (3Racha), Changbin (3Racha), Han (3Racha) | Bang Chan, Changbin, Han, Armadillo, Rangga                                   | Armadillo, Bang Chan, Rangga                                             | 4:01    |
| 2. | „Grrr Chongnyang-ui Beopchik” (kor. Grrr 총량의 법칙, ang. Grrr Law of total quantity) | Bang Chan, Changbin, Han                                       | Bang Chan, Changbin, Han, Armadillo, Trippy, 1take                            | Trippy                                                                   | 3:09    |
| 3. | „Eorin Nalgae” (kor. 어린 날개, ang. Young wings)                                      | Bang Chan, Changbin, Han                                       | Bang Chan, Changbin, Han, Trippy                                              | Trippy                                                                   | 3:18    |
| 4. | „Yayaya”                                                                               | Bang Chan, Changbin, Han, earattack                            | Bang Chan, Changbin, Han, earattack                                           | earattack                                                                | 3:21    |
| 5. | „Glow”                                                                                 | Changbin, Felix, Lee Min-ho                                    | Bang Chan, This N That                                                        | Bang Chan, This N That, Garden                                           | 3:24    |
| 6. | „School Life”                                                                          | Bang Chan, Changbin, Han, Yang Jeong-in, This N That           | Brandon Lowry, Tobias Karlsson, Matthew Engst, Han, Kim Sang-mi, Thrice Noble | Brandon Lowry, Tobias Karlsson, Matthew Engst, Kim Sang-mi, Thrice Noble | 3:36    |
| 7. | „4419”                                                                                 | Bang Chan, Changbin, Han, Kim Seung-min, Hwang Hyun-jin        | Bang Chan, Changbin, Han, Jinjjasanai                                         | Jinjjasanai                                                              | 3:13    |

## Notowania
| Lista                               | Pozycja |
| ----------------------------------- | ------- |
| Gaon Weekly Album Chart             | 2       |
| Oricon Weekly Album Chart (Japonia) | 47      |
| World Albums (Billboard)            | 2       |

## Sprzedaż
| Kraj             | Sprzedaż |
| ---------------- | -------- |
| Japonia          | 1063+    |
| Korea Południowa | 142 330+ |